# باربرا سوتون
باربرا سوتون (بالإنجليزية: Barbara Sutton) هي لاعبة كرة الريشة بريطانية، ولدت في 1953.

## روابط خارجية
- باربرا سوتون على موقع اتحاد ألعاب الكومنولث (مؤرشف) (الإنجليزية)